# Erzeugnisstruktur
Eine Erzeugnisstruktur beschreibt nach DIN 199-1:2002-03 die Beziehungen zwischen allen Gruppen und Teilen eines Erzeugnisses.
Das Ergebnis ist die Strukturstückliste, die im Normalfall von der Konstruktionsabteilung des Herstellers des Erzeugnisses erstellt wird. Für die Erzeugnisstruktur eines industriell herzustellenden Produkts interessiert sich in der Regel die Abteilung für „Beschaffungs- und Lagerwirtschaft“ desjenigen Unternehmens, welches das Produkt herstellt: üblicherweise ist sie dafür zuständig, die Materialdisposition, also die Beschaffung der Rohmaterialien, Halbzeuge und zu verbauenden Fertigkomponenten des Produkts sowie ihre Zwischenlagerung zu bewerkstelligen, ehe jene in Fertigung und Montage zum Erzeugnis verarbeitet, getestet, gegebenenfalls verpackt und zur Auslieferung bereitgestellt werden.